# 平行世界 (歌曲)
〈平行世界〉（英語："Parallel"）是香港歌手鄧紫棋於2021年2月8日發行的單曲，歌曲被選為電影《刺殺小說家》的主題曲。

## 創作背景
鄧紫棋當初收到刺殺小說家的主題曲邀約時，因為時間非常少，少到不知道夠不夠時間創作及製作好歌曲、即使能寫完歌也不可能來得及報批進電影使用的那種程度，所以她本來以為得婉拒了。但是卻被一個預告打動，並在看完電影預告後的五分鐘裡，平行世界的旋律就寫好了。在看過電影片段的第二天歌詞也寫好了。

## 音樂影片
〈平行世界〉的音樂影片於2021年2月8日在YouTube上首播，兩天突破一百萬次觀看人次。音樂影片利用了特殊LED屏幕追蹤拍攝，搭配了延展實境（XR）和混合實境（MR）技術，透過後期合成，彷彿讓鄧紫棋帶領觀眾一起置身於片中的平行世界。

## 製作名單
名單來源：歌曲〈平行世界〉MV
- 鄧紫棋 - 人聲、詞曲創作、製作人、編曲
- T-Ma 馬敬恆 – 製作人、編曲
- Richard Furch – 混音
- Randy Merrill – 母帶製作
- 劉思宇 – 錄音

## 榜單表現
| 榜單                  | 最高 排名 |
| --------------------- | --------- |
| 香港KKBOX綜合新歌日榜 | 12        |
| 香港KKBOX華語新歌日榜 | 1         |
| 香港KKBOX華語單曲日榜 | 7         |
| 台灣KKBOX華語新歌日榜 | 1         |
| 台灣KKBOX華語單曲日榜 | 4         |

| 榜單                  | 最高 排名 |
| --------------------- | --------- |
| 香港KKBOX華語新歌週榜 | 1         |
| 香港KKBOX華語單曲週榜 | 11        |
| 台灣KKBOX華語新歌週榜 | 1         |
| 台灣KKBOX華語單曲週榜 | 4         |